# Putilov Stal-3
Stal-3 (Stal – thép) là một loại máy bay vận tải, được thiết kế chế tạo ở Liên Xô từ năm 1933.

## Quốc gia sử dụng
Mongolia
- Không quân Nhân dân Mông Cổ

 Liên Xô
- Aeroflot
- Không quân Xô viết

## Tính năng kỹ chiến thuật (Stal-3)
Dữ liệu lấy từ Gunston, Bill. "Encyclopaedia of Russian Aircraft 1875-1995". London:Osprey. 1995. ISBN 1-85532-405-9
Đặc điểm tổng quát
- Kíp lái: 1/2
- Sức chứa: 6/7
- Chiều dài: 10.68 m (35 ft 0-1/2 in)
- Sải cánh: 17.02 m (55 ft 10 in)
- Diện tích cánh: 34.8 m2 (364.6 ft2)
- Trọng lượng rỗng: 1,672 kg (3,686 lb)
- Trọng lượng có tải: 2,817 kg (6,210 lb)
- Powerplant: 1 × M-22, 358 kW (480 hp)

Hiệu suất bay
- Tầm bay: 940 km (584 dặm)
- Trần bay: 5,340 m (17,250 ft)
- Vận tốc lên cao: 3.3333 m/s (656.2 ft/phút)